# Гауптвахта (Франкфурт-на-Майне)
Га́уптва́хта или Ха́уптва́хе (нем. Hauptwache, буквально — главный караул) — центральная площадь Франкфурта-на-Майне. На восток от площади Хауптвахе располагается знаменитая торговая улица Цайль. Первоначальное название площади Шиллерплац (нем. Schillerplatz) было заменено на Хауптвахе в начале 1900-х. Под площадью проходит линия метро и находится крупнейшая транспортная развязка города.

## Здание Гауптвахты

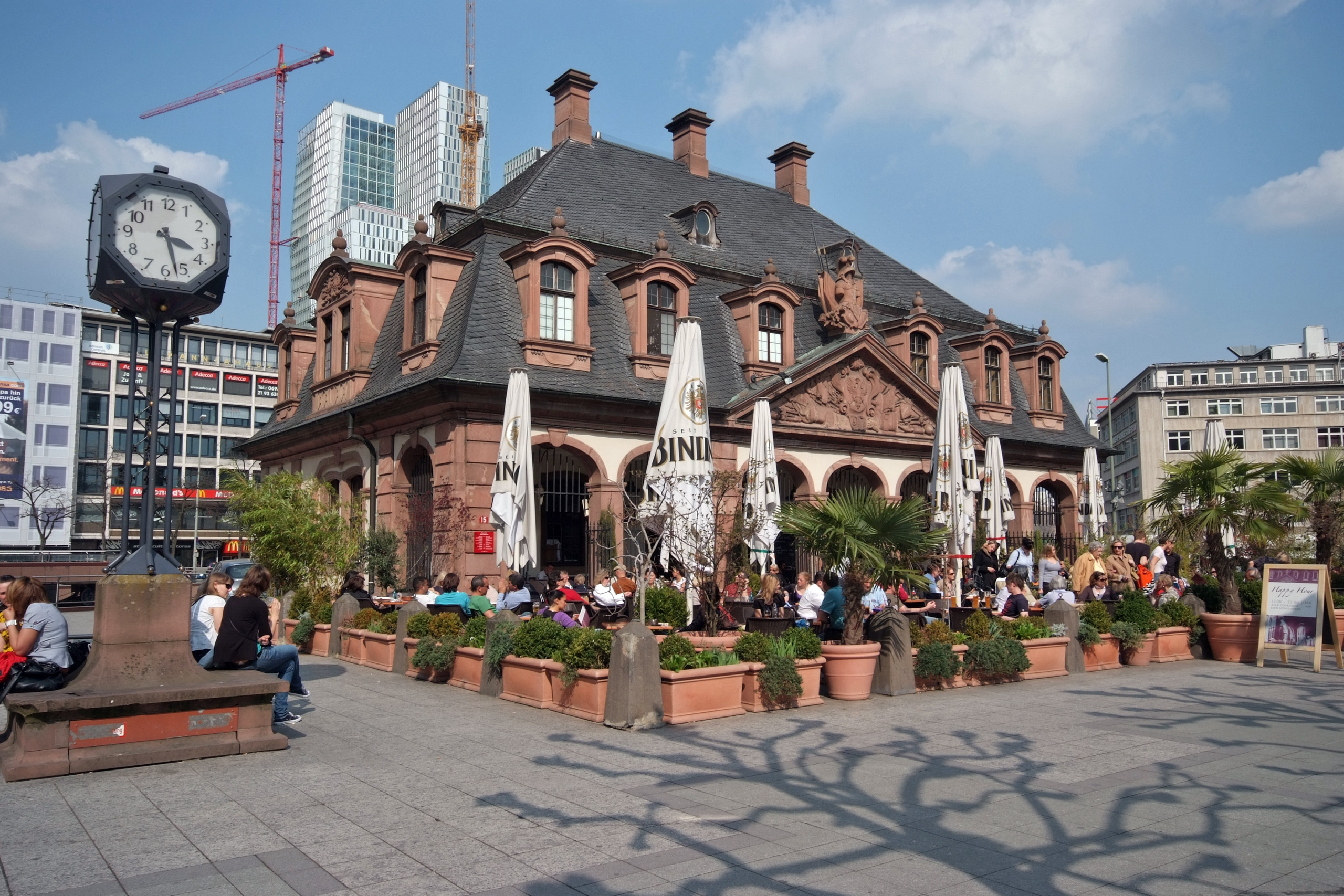
Кафе в бывшем здании Гауптвахты.

Здание главного караула в стиле барокко, давшее название площади, было построено в 1729 году. Здание было штаб-квартирой городской милиции Штадтвер (нем. Stadtwehr) и содержала тюремное помещение. В XVIII веке Франкфурт всё ещё имел крепостные стены и собственный гарнизон. В 1833 году была предпринята неудачная попытка штурма Гауптвахты небольшой группой революционеров. После аннексии Пруссией города в 1866 году Гауптвахта утратила свою роль.
В здании разместился полицейский участок с тюремными помещениями. В 1904 году в здании разместилось кафе, где находится и сегодня. Здание сильно пострадало во время жестоких бомбардировок города войсками союзников во время Второй мировой войны. Здание было отстроено в 1954 году, в виде условно повторяющем первоначальный, только с видоизменённой крышей. В 1967 году, во время строительства метро, здание было демонтировано и выстроено заново уже над новой станцией метро. Площадь подверглась новой масштабной реконструкции при строительстве станции пригородных поездов в 1978 году.

## Площадь
Площадь перестраивалась несколько раз. В её теперешнем виде площадь представляет собой наземную и большу́ю подземную пешеходную террасу с магазинами, кафе, станциями метро и транспорта. Жители Франкфурта называют подземную часть площади «Дыра» (нем. das Loch).
Здания на площади выполнены в различных архитектурных стилях. Кроме барочного здания Гауптвахты и располагающейся напротив него церкви Святой Екатерины, остальные здания выполнены в современном стиле.